# Аликс Стрейчи
Аликс Стрейчи (на английски: Alix Strachey, по баща Сарджънт-Флорънс), е британски психоаналитик и заедно със съпруга си преводач на английски език на трудовете на Зигмунд Фройд.

## Биография
Родена е на 4 юни 1892 година в Нътли, Ню Джърси, САЩ, в семейството на американец и британка. Нейният по-голям брат Филип Сарджънт Флорънс по-късно става бележит икономист. Аликс учи в Англия в училище Бедалес, училище Слейд за изобразително изкуство и в Колежа Нюхам на Кеймбриджкия университет. През 1915 г. се мести с брат си в апартамент в Блумсбъри и става член на Блумсбъргската група, където среща Джеймс Стрейчи, тогава помощник редактор на Спектейтър. Двамата заедно се местят през 1919 г. и се оженват през 1920 г. Скоро след това отиват във Виена, където Джеймс, почитател на Фройд, започва обучителна анализа със създателя ѝ. Фройд моли двойката да преведе някои негови трудове на английски език и това се превръща в работата на живота им. И двамата стават психоаналитици, а работите на Фройд са преведени също и от редица други европейски психоаналитици. Техните преводи (на Стрейчи) остават стандартните издания на трудовете на Фройд до днешен ден.
Умира на 28 април 1973 година в Лордс Уд на 80-годишна възраст.